# 810 Atossa
Atossa è un asteroide della fascia principale. Scoperto nel 1915, presenta un'orbita caratterizzata da un semiasse maggiore pari a 2,1784460 UA e da un'eccentricità di 0,1808003, inclinata di 2,61060° rispetto all'eclittica.
Stanti i suoi parametri orbitali, è considerato un membro della famiglia Flora di asteroidi.
Il suo nome fa riferimento ad Atossa, regina persiana e figlia di Ciro il Grande.